# Беджене
Бе́джене (болг. Беджене) — село в Шуменській області Болгарії. Входить до складу общини Новий Пазар.

## Населення
За даними перепису населення 2011 року у селі проживали 14 осіб, усі — болгари.
Розподіл населення за віком у 2011 році:
Динаміка населення: